# 폴란드 야구 국가대표팀
폴란드 야구 국가대표팀(폴란드어: Reprezentacja Polski w baseballu)은 폴란드를 대표하여 국제 경기에 참가하는 야구 국가대표팀이다. 폴란드 야구 소프트볼 연맹에 의해 운영되며 유럽 야구 연맹에 소속되어 있다.

## 대회 기록

### 올림픽
- 1992~2020: 불참

### 유럽 선수권 대회
- 1955~2005: 불참
- 2007: 예선 탈락
- 2010: 예선 탈락
- 2012: 예선 탈락
- 2014: 예선 탈락
- 2016: 예선 탈락
- 2019: 예선 탈락
- 2021: 예선 탈락